# Parafia Najświętszej Maryi Panny Królowej Polski w Łopuszce Wielkiej
Parafia Najświętszej Maryi Panny Królowej Polski w Łopuszce Wielkiej − parafia rzymskokatolicka znajdująca się w archidiecezji przemyskiej, w dekanacie Kańczuga. 

## Historia
W 1899 roku hrabia Karol de Campo Scipio zbudował w Łopuszce Wielkiej neogotycką kaplicę z grobowcem. W 1924 roku orkiestra dęta z Łopuszki Wielkiej zagrała na rezurekcji, a proboszcz z Pantalowic zakazał grać. Następnie obrażeni mieszkańcy Łopuszki Wielkiej zorganizowali Polsko-katolicki kościół narodowy, który działał do 1938 roku.
W 1936 roku dekretem bpa Franciszka Bardy została erygowana parafia, z wydzielonego terytorium parafii Pantalowice.
W 1937 roku przybył z Pruchnika ks. Wojciech Wyskida, wikariusz ekspozyt w Pantalowicach dla Łopuszki Wielkiej.
W latach 1937–1938 zbudowano obecny kościół murowany, według projektu arch. Stanisława Tokarskiego. 14 czerwca 1938 roku kościół został poświęcony pw. Najświętszej Maryi Panny Królowej Polski .
23 czerwca 2006 roku odbyła się konsekracja kościoła.
Na terenie parafii jest 1435 wiernych (w tym: Łopuszka Wielka – 1322, Medynia Kańczucka – 261).
Proboszczowie parafii:
1937–1950. ks. Wojciech Wyskida.
1950–1988. ks. Tadeusz Curzytek (administrator).
1988–2008. ks. Józef Gryziec.
2008– nadal ks. Tadeusz Drzymota.